# Afrikaans
L'afrikaans és una llengua derivada del neerlandès parlada a l'Àfrica austral, sobretot a Sud-àfrica i Namíbia, on fou duta el segle xvii per colons neerlandesos o afrikàners i personal, servents i esclaus de la Companyia Holandesa de les Índies Orientals.El nom afrikaans és un mot neerlandès que vol dir, simplement, «africà».

## Filiació
És una llengua indoeuropea de la família germànica, de la branca occidental. Com el neerlandès actual, prové dels dialectes baix-fràncics del baix alemany, concretament d'aquells parlats al sud d'Holanda al segle xviii. La seva filiació seria doncs exactament la mateixa si no fos per la seua evolució divergent dels darrers segles, sobretot amb la marcadíssima simplificació gramatical produïda a l'afrikaans.

## Història
Els dialectes flamencs i holandesos duts pels colons neerlandesos foren fortament modificats en barrejar-se amb els parlars d'altres immigrants europeus (alemanys, escocesos, francesos) i, sobretot, en ser adoptats per altres parlants no europeus (essencialment malaio-parlants vinguts de les illes Moluques i nadius africans parlants de khoisi i khoikhoi entre altres). Aquests foren sovint esclavitzats, i vers el 1710 ja ultrapassaven en nombre els homes lliures. La llengua s'estava desenvolupant entre parlants que provenien d'estructures gramaticals totalment diferents i que no tenien cap possibilitat ni d'escriure ni d'analitzar el seu parlar/dialecte.
Fins a la meitat del segle xix era una llengua oral sense representació escrita ni formes literàries, llevant de la seva presència esporàdica com a dialectalisme entremig de texts altrament considerats com a "escrits en neerlandès". Així doncs, fins i tot en el domini administratiu, la llengua oficial era el neerlandès. En aquell moment començà a utilitzar-se a les escoles i emprèn el camí cap a l'oficialitat, que s'acabà produint l'any 1925. La primera gramàtica així com els primers diccionaris foren publicats el 1875 per la Genootskap vir Regte Afrikaners (Societat dels autèntics afrikàners).
Durant el segle xx ha esdevingut una llengua literària rica i amb una considerable producció en tots els camps (poesia, llibres de text, llibres científics i tècnics, etc.). Breyten Breytenbach n'és un bon exponent: autor entre altres obres de Ysterkoei Moet Sweet (poesia, 1964) i Les Veritables Confessions d'un Terrorista Blanc (1984).

## Nombre de parlants
| 0–20% 20–40% 40–60% |  | 60–80% 80–100% |  |

| <1 /km² 1–3 /km² 3–10 /km² 10–30 /km² 30–100 /km² |  | 100–300 /km² 300–1000 /km² 1000–3000 /km² >3000 /km² |  |

Distribució geogràfica de l'afrikaans a Sud-àfrica: proporció de la població que parla afrikaans a casa.

Distribució geogràfica de l'afrikaans a Sud-àfrica: densitat de la població amb l'afrikaans com a llengua materna.

L'afrikaans és la tercera llengua de Sud-àfrica pel que fa al nombre de parlants després del zulu i el xosa. Un cens del 2001 mostrava que 6 milions de persones la tenien com a llengua materna (13% de la població).
| 8.8%       | 8.8%  | 9.0%  | 5.2%  |       |
| Gauteng    | 15.6% | 13.6% | 12.4% | 7.7%  |
| Mpumalanga | 7.1%  | 5.5%  | 7.2%  | 3.2%  |
| Limpopo    | 2.6%  | 2.6%  | 2.6%  | 2.3%  |
| Sud-àfrica | 14.4% | 13.3% | 13.5% | 10.6% |

L'afrikaans és l'idioma més parlat a Cap Septentrional (69,3%) i Cap Occidental (59,2%), el segon més parlat a Gauteng (16,7%), Estat Lliure (14,5%), Cap Oriental (9,6%) i Nord-oest (7,5%), i és present a Mpumalanga (8,3%), Limpopo (2,2%) i KwaZulu-Natal (1,6%).
A més, l'afrikaans també és present en altres països propers (Botswana, Malawi i Zàmbia) així com en zones d'Europa, Nord-amèrica o la Commonwealth on hi ha hagut immigració de sud-africans. Tot plegat fa l'afrikaans la llengua materna d'un xic més de 6 milions de persones.
| País                   | Parlants  | Percentatge de parlants | Any  | Referència |
| ---------------------- | --------- | ----------------------- | ---- | ---------- |
| Sud Àfrica             | 6,855,082 | 94.71%                  | 2011 |            |
| Namíbia                | 219,760   | 3.04%                   | 2011 |            |
| Austràlia              | 49,375    | 0.68%                   | 2021 |            |
| Nova Zelanda           | 36,966    | 0.51%                   | 2018 | [ 8 ]      |
| Canadà                 | 29,670    | 0.41%                   | 2021 | [ 9 ]      |
| Estats Units d'Amèrica | 28,406    | 0.39%                   | 2016 | [ 10 ]     |
| Botswana               | 8,082     | 0.11%                   | 2011 |            |
| Regne Unit             | 7,489     | 0.10%                   | 2021 | [ 11 ]     |
| Paquistàn              | 2,228     | 0.03%                   | 2016 | [ 12 ]     |
| Argentina              | 650       | 0.01%                   | 2019 |            |
| Finlàndia              | 150       | 0.002%                  | 2023 | [ 13 ]     |
| Maurici                | 36        | 0.0005%                 | 2011 |            |
| Total                  | 7,237,894 |                         |      |            |

## Aspectes socials

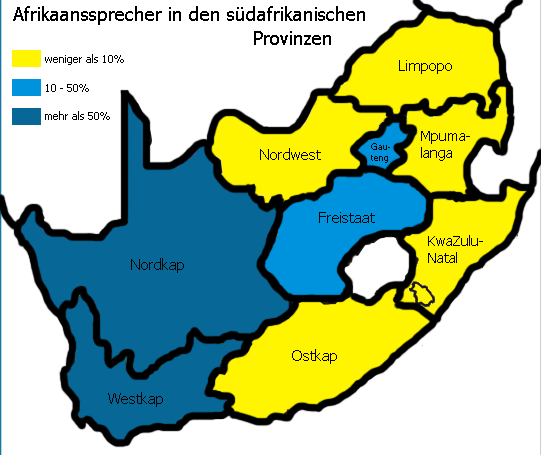
Percentatge de parlants d'afrikaans a les províncies de Sud-àfrica:
més del 50%
entre el 10 i el 50%
menys del 10%

Pel fet d'haver estat una de les llengües afavorides per l'antic règim de l'apartheid al país, l'afrikaans s'hi apercep a vegades com una llengua exclusivament de blancs. No obstant això dels 5.983.423 sud-africans que el parlen l'idioma,  2.536.907 (o el 42,4%) n'eren blancs, 3.173.970 (el 53,0%) eren mulats, 253.279 (4,2%) negres i 19.267 (0,3%) asiàtics. D'entre els blancs, el 59% parlaven afrikaans i el 39% anglès, mentre que entre els mulats la proporció n'era de 79% contra 19%.
Sota la constitució multiracial de 1994 l'afrikaans continua essent una llengua oficial de Sud-àfrica, si bé ara, a més de l'anglès, el xosa, zulu i altres 7 idiomes. Aquesta nova situació ha significat que l'afrikaans hi perdés posicions respecte a l'anglès. El 1996, per exemple, la South African Broadcasting Corporation reduí el nombre d'hores de televisió en afrikaans alhora que les línies aèries nacionals deixaven d'emprar la versió en afrikaans del seu nom (Suid-Afrikaanse Lugdiens) per centrar-se en l'anglesa (South African Airways). Anàlogament, les missions diplomàtiques a l'exterior ara només mostren el nom del país en anglès i la llengua local de l'estat on siguin.
Malgrat que aquests esdeveniments no han agradat els seus parlants, l'afrikaans roman vital, amb molts de diaris i revistes que hi són publicats amb força difusió, un canal de televisió de pagament (KykNet) llançat el 1999 i un canal musical (MK89) el 2005.
Malgrat que l'afrikaans ha divergit notablement del neerlandès en els darrers tres segles, encara hi comparteix el 85% del vocabulari, i als seus parlants els és fàcil aprendre el neerlandès en poc de temps. Això ha permès a moltes de companyies neerlandeses de deslocalitzar els seus centres d'atenció telefònica a Sud-àfrica, beneficiant-s'hi de costos menors.

## Gramàtica
Presenta una forta simplificació gramatical comparada amb el neerlandès.
No s'hi distingeix cap mena de gènere gramatical en els substantius, cosa que representa una simplificació més respecte al neerlandès, que ja havia reduït els tres gèneres germànics (masculí, femení i neutre) a dos (comú i neutre).
El plural s'indica mitjançant el morfema -e (per oposició al neerlandès, on hom empra -en, -n, -s, -'s).
Posseeix un únic article: die.
No hi ha cap mena d'inflexió verbal en funció del subjecte (dins d'un temps verbal): cal sempre col·locar un pronom davant per saber qui fa l'acció. Així, hom pot comparar l'exemple següent amb el verb ser, un dels més irregulars en neerlandès, que ha esdevingut totalment regular en afrikaans:
| Català      | Afrikaans | Neerlandès  |
| Sóc         | Ek is     | Ik ben      |
| Ets         | Jy is     | Jij bent    |
| Ell/Ella és | Hy/Sy is  | Hij/Zij is  |
| Som         | Ons is    | Wij zijn    |
| Sou         | Julle is  | Jullie zijn |
| Són         | Hulle is  | Zij zijn    |

Nota: La y en afrikaans és aproximadament el mateix que el neerlandès ij (escrit a mà, ÿ=ij, i només ha estat recentment que la separació entre ambdós s'ha oficialitzat).
La passiva s'expressa mitjançant el verb auxiliar word ("esdevenir") i el participi, anàlogament a altres llengües germàniques. En passat is substitueix word.
De les dues formes bàsiques de pretèrit existents en el neerlandès, simple i perfet, només la darrera s'ha acabat mantenint a la pràctica, existint només certs verbs que mantenen el simple (is -was: "és", "era"). El passat és doncs "subjecte + het + participi", on "het" és el present del verb "tenir" que fa d'auxiliar. Així "ek heb gebreek" pot equivaldre als catalans "he trencat", "vaig trencar", "trencava" i "havia trencat".
L'afrikaans presenta el fenomen de la doble negació (anàloga al "no... pas" de certs dialectes del català). Exemple: Hy het dit nie gedoen nie ("Ell no ho ha fet pas.")

## Ortografia
L'ortografia de l'afrikaans és semblant a la del neerlandès (distinció entre vocals curtes i llargues mercès a l'escriptura de dues vocals seguides o no presència de doble consonant al darrere, g com [x], etc.) si bé més simplificada. Aquí sota es mostren les variacions ortogràfiques respecte al neerlandès:
- L'ij neerlandesa s'escriu en afrikaans com a y excepte al sufix -lijk, que esdevé -lik. Exemple: Bybel (Bijbel-Bíblia)
- El dígraf "ch" neerlandès (homòfon amb "g": [x]) esdevé "g" (o "k", veure següent punt): agter (neerlandès: achter - darrere), geskiedenis (neerlandès: geschiedenis - història)
- L'acabament neerlandès -sch esdevé -sk: waarskynlik (waarschijnlijk -probablement)
- La "g" desapareix entre dues vocals: hoe (hoge - alt). Aquest tret és compartit amb el flamenc occidental.
- El grup "-st" perd la "t": lugpos (luchtpost - correu aeri)
- Els grups oo i ee esdevenen dígrafs, en lloc de només vocals llargues (cosa que també passa al neerlandès del Randstad)
- L'"u" sona gairebé com una "i".
- El grup "eu" sona gairebé com "ee".
- No hi ha cap diferència entre au, ou, auw i ouw, que esdevenen ou i són pronunciats com a [ǝu]: outomaties (automatisch -automàtic), oud (oud, antic), blou (blauw -blau), vertrou (vertrouwen-confiar)

Posseeix 15 vocals, entre curtes, llargues i diftongs.

## Lèxic
| Català       | Afrikaans   | Neerlandès     | Alemany        | Anglès                 |
| acció        | aksie       | actie          | Aktion         | action                 |
| si us plau   | asseblief   | alstublieft    | bitte          | please                 |
| llit         | bed         | bed            | Bett           | bed                    |
| cònjuge      | eggenoot    | echtgenoot     | Ehegatte       | spouse                 |
| bona tarda   | goeienaand  | goedenavond    | guten Abend    | good evening           |
| aeroport     | lughawe     | luchthaven     | Flughafen      | airport                |
| mon (el meu) | my          | mijn           | mein           | my                     |
| fer          | maak        | maak           | machen         | make                   |
| collita      | oes         | oogst          | Ernte          | harvest                |
| obrir        | oop         | open           | offen          | open                   |
| demà passat  | oormôre     | overmorgen     | übermorgen     | the day after tomorrow |
| junts        | saam        | samen          | zusammen       | together               |
| escola       | skool       | school         | Schule         | school                 |
| dolent       | sleg        | slecht         | schlecht       | bad                    |
| per          | vir         | voor           | für            | for                    |
| ocell        | voël        | vogel          | Vogel          | bird ('fowl')          |
| lliure       | vry         | vrij           | frei           | free                   |
| cinc         | vyf         | vijf           | fünf           | five                   |
| probablement | waarskynlik | waarschijnlijk | wahrscheinlich | probably               |
| hivern       | winter      | winter         | Winter         | winter                 |
| gel          | ys          | ijs            | Eis            | ice                    |

## Dialectes
- Afrikaans de l'oest del Cap (Kaapse Afrikaans)
- Afrikaans de l'est del Cap (Oosgrensafrikaans)
- Afrikaans del riu Orange (Oranjerivierafrikaans)